# Trophée des Alpilles 2011
Il Trophée des Alpilles 2011 è stato un torneo professionistico di tennis maschile giocato sul cemento. È stata la 3ª edizione del torneo, facente parte dell'ATP Challenger Tour nell'ambito dell'ATP Challenger Tour 2011. Si è giocato a Saint-Rémy-de-Provence in Francia dal 5 all'11 settembre 2011.

## Partecipanti

### Teste di serie
| Nazionalità | Giocatore              | Ranking* | Testa di serie |
| ----------- | ---------------------- | -------- | -------------- |
| Francia     | Nicolas Mahut          | 99       | 1              |
| Belgio      | Steve Darcis           | 102      | 2              |
| Francia     | Édouard Roger-Vasselin | 110      | 3              |
| Francia     | Kenny de Schepper      | 135      | 4              |
| Ucraina     | Illja Marčenko         | 149      | 5              |
| Francia     | Arnaud Clément         | 153      | 6              |
| Spagna      | Arnau Brugués-Davi     | 156      | 7              |
| Slovacchia  | Lukáš Lacko            | 162      | 8              |

- 1 Ranking al 29 agosto 2011.

### Altri partecipanti
Giocatori che hanno ricevuto una wild card:
- Pierre-Hugues Herbert
- Jonathan Hilaire
- Julien Obry
- Nicolas Renavand

Giocatori che sono entrati nel tabellone principale come alternate:
- Josselin Ouanna

Giocatori che sono passati dalle qualificazioni:
- Antoine Escoffier
- Sami Reinwein
- David Rie
- Élie Rousset

## Campioni

### Singolare
Édouard Roger-Vasselin ha battuto in finale  Arnaud Clément con il punteggio di 6–4, 6–3

### Doppio
Pierre-Hugues Herbert /  Édouard Roger-Vasselin hanno battuto in finale  Arnaud Clément /  Nicolas Renavand con il punteggio di 6–0, 4–6, [10–7]